# Сучасна утопія
«Сучасна утопія» (англ. A Modern Utopia) — фантастичний роман англійського письменника Герберта Веллса. Написаний в 1905 році, коли Веллс був учасником соціалістичного Фабіанського товариства.
Роман оповідає про двох чоловіків, які потрапили до паралельного всесвіту, що є копією Землі, але там панує утопічне суспільство. Веллс через серію нарисів відтворює власні ідеї про те, яким повинне бути ідеальне суспільство.

## Зміст
Книга написана як трактат з фрагментами розповіді Власника Голосу (в тексті трактату вони виділені курсивом) — звичайного вигляду чоловіка, що зі своїм товаришем під час подорожі Швейцарією потрапив до паралельного світу. Це планета, розташована десь «за Сіріусом», але фізично ідентична Землі. На планеті є ті самі міста, споруди, технології. Проте людство там морально розвиненіше, позаяк історія там розвивалася іншим шляхом. Точка розходження міститься в часи Римської імперії, котра в паралельному світі була ліберальніша, ніж на Землі. Подорожуючи світом, Власник Голосу знаходить свого двійника в Лондоні, від якого дізнається деталі влаштування «сучасної утопії».
Автор згадує різні книги про ідеальне влаштування суспільства, зазначаючи, що вони описують утопії або надто обмеженими географічно (як «Держава» чи «Утопія»), або нежиттєздатними. Утопія паралельного світу — це вся Земля, що включає різноманітність рас і культур, не вивищуючи одних над іншими. Там панують свобода пересування, свобода вибору професії, свобода думки та віросповідання.
В утопії Веллса задля загального добробуту застосовується не покарання та обмеження, а створення таких умов, у яких шкідлива чи злочинна поведінка стає неможливою. Передусім здорове харчування (переважно вегетаріанське, хоча м'ясо та алкоголь зрідка вживаються, а також поширені страви з риби), безкоштовна медицина та обов'язкова середня освіта забезпечують продуктивне життя. Не існує речей, володіння якими було б прерогативою окремих людей чи верств суспільства, вся власність спільна. Жодна праця не вважається ганебною, бо всі професії необхідні. Більше немає «чоловічих» і «жіночих» професій. Цьому сприяє автоматизація праці, що позбавляє від обтяжливої, небезпечної чи рутинної роботи. Забезпечення благами відбувається завдяки базі даних відбитків пальців і особистих шифрів, за якими можна будь-де ідентифікувати людину та визначити її потреби. Хоча приватна власність відсутня (і цьому сприяє висока свобода пересування, за якої людині нераціонально мати з собою багато речей), гроші існують для адекватної оцінки товарів і послуг.
Керування суспільством належить товариству «самураїв», увійти до якого можуть лише найздібніші та найдисциплінованіші фахівці з двох головних верств: «кінетиків» і «поетиків». Верства «кінетиків» — менеджерів і торговців, і «поетиків» — митців і священнослужителів. Виділяються також соціально ризиковані «нижчі» та інтелектуально пасивні «нерозумні», які не допускаються до управління. Належність до кожної верстви визначається особистими якостями людини і її можна змінювати. «Самураї» ведуть напіваскетичний спосіб життя та зобов'язані підтримувати себе в хорошій фізичній та інтелектуальній формі регулярними тренуваннями.
Одруження відбувається між чоловіком і жінкою виключно на основі взаємного потягу, без якої-небудь корисливої мети. Вільні стосунки до одруження вважаються нормальними. Одружуватися дозволено тим, хто отримали освіту, і хто не мають важких хвороб. Після народження дитини жінка отримує все, потрібне для виховання і вільна обрати місце для цього. Веллс засуджує «казармене» виховання, коли діти віддаються колективу. Розлучення дозволяється, але повинне отримати законне обґрунтування. Подружня невірність при цьому є злочином. У школі багато предметів, які були обов'язковими в часи Веллса, існують як факультативи. Освіта дуже наочна: географія вивчається в подорожах, ботаніка — в лісі тощо.
Єдиним покаранням (якщо злочин є наслідком вільного вибору, а не психічної хвороби) є вигнання на спеціальний острів, де злочинці можуть жити як їм заманеться. Дозволяється евтаназія, щоб уникнути страждань. Разом з тим Веллс зауважує, що почуття жалю та благочинність відсутні в утопії, бо немає пригноблених і нещасних. В утопії є релігія, зокрема «самураї» вірять в єдиного Бога, але заперечують першородний гріх.
Закінчується книга словами Власника Голосу про те, що описана ним утопія не марні фантазування, і не заклик до революції. Сучасна Земля має все, щоб поступово побудувати саме таке суспільство.

## Вплив
У відповідь на ідеї, викладені в «Сучасній утопії», було створено кілька «самурайських» товариств. Веллс познайомився з членами одного з них у квітні 1907 року в Клубі нових реформ.
На меморіальній службі в Королівському інституті 30 жовтня 1946 року, через два з половиною місяці після смерті Веллса, британський економіст, ліберал Вільям Беверідж зачитав уривки з цієї книги та назвав її твором, який найбільше вплинув на нього.
За словами Вінсента Брома, першого повного біографа Веллса після його смерті, «Сучасну утопію» читали багато студентів і через неї Веллс «ввів сотні молодих людей у сексуальні пригоди». Історик і футурист Вінсент Воррен Вагар високо оцінив роман, описуючи його та інші утопічні романи Веллса («Люди, як боги» та «Форма прийдешнього») як «орієнтири в цьому надзвичайно важкому жанрі».
Польсько-британський новеліст Джозеф Конрад скаржився Веллсу, що той «не враховує достатньо людську дурість, яка є хитрою та віроломною». Письменниця-анархістка Марі-Луїза Бернері також критично оцінила книгу, стверджуючи, що «Веллс припускається помилок своїх попередників, вводячи величезну кількість законодавства в свою утопію», і що «уявлення Веллса про свободу виявляється дуже вузьким».